# ミルコ・ペトロヴィチ
ミルコ・ディミトリエ・ペトロヴィチ（Мирко Димитрије Петровић, 1879年4月17日 - 1918年5月2日）は、モンテネグロ王国の王族。モンテネグロ王ニコラ1世と王妃ミレナ・ヴコティッチの次男。グラホヴォ＝ゼタ大公の儀礼称号を有した。

## 生涯
1902年7月25日にツェティニェにおいて、セルビア公ミロシュ・オブレノヴィッチの弟の曾孫にあたるナタリヤ・コンスタンティノヴィチ（1882年 - 1950年）と結婚した。この結婚に際し、セルビア王アレクサンダル1世が子供のないまま死んだ場合、オブレノヴィッチ家の血を引くナタリヤと結婚したミルコがセルビア王位を継ぐ、とする協定がセルビアとモンテネグロの両政府の間で締結された。しかし1903年、アレクサンダル1世夫妻が5月クーデタにより暗殺された際、オブレノヴィッチ家とセルビア君主の座を争っていたカラジョルジェヴィチ家がセルビア王位を獲得したため、ミルコがセルビア王位に就くことは出来なかった。
ミルコは1911年にセルビア人民族主義組織の黒手組に入った。モンテネグロ王国が実質的に崩壊した直後の1917年、ミルコは妻ナタリヤと離婚し、翌1918年にウィーンで客死した。ナタリヤの元に引き取られた息子のミハイロは、1921年に伯父の元王太子ダニロからモンテネグロ王家家長の地位を譲られている。

## 子女
妻ナタリヤとの間に5人の息子をもうけた。
- シュチェパツ（1903年 - 1908年）
- スタニスラヴ（1905年 - 1908年）
- ミハイロ（1908年 - 1986年） - モンテネグロ王家家長
- パヴレ（1910年 - 1933年）
- エマヌエル（1912年 - 1928年）